# Sind (Band)
Sind (Eigenschreibweise: SIND) ist eine deutschsprachige Indie-Rock-Band.

## Geschichte
Die Band Sind wurde im Jahr 2013 gegründet. 2016 erschien ihre Debüt-EP Best Of, produziert im Freudenhausstudio Berlin (Patrick Majer). Ein Jahr später produzierte die Band in Wien mit Zebo Adam, u. a. Bilderbuch und Russkaja, ihr Debüt-Album Irgendwas mit Liebe, erschienen im April 2018. Im Jahr 2018 spielte die Band um die 50 Konzerte u. a. auf dem Maifeld Derby, Kosmonaut Festival, Feel Festival und Zelt Festival. 2019 folgte das Taubertal-Festival, bevor es zu einer bandinternen Umstrukturierung kam.
Daraufhin folgte 2020 das zweite Album, Vielleicht ist es anders als Du denkst, produziert von Aaron Ahrends (Say Yes Dog, Von Wegen Lisbeth) im Studio 25 am Holzmarkt Berlin. Im November 2020 erhielt Sind den Jurypreis der „Listen to Berlin Compilation“ der Berlin Music Commission. Die prämierte Single Karlshorst schaffte es beim Radiosender Radio Eins auf Platz 59 der Top 100 für das Jahr 2020.
Das dritte Album der Band namens Kino Kosmos erschien im April 2022. Die Singles Templin und Kino Kosmos schafften es auf die Plätze 11 und 31 der Radio-Eins-Hörercharts 2022.

## Diskografie
Alben und EPs
- 2016: Best Of (EP)
- 2018: Irgendwas mit Liebe
- 2020: Vielleicht ist es anders als Du denkst
- 2021: Akustik (EP)
- 2022: Kino Kosmos
- 2024: Erstmal für immer

Singles
- 2017: Deine Magie
- 2017: Alpina Weiss
- 2018: Irgendwas mit Liebe
- 2018: Mi Wifi es su Wifi
- 2020: Welt verändern
- 2020: Trockeneis
- 2020: Bataillon d'Amour
- 2020: Warum fragst du
- 2021: Café Miami
- 2021: Deine Likes
- 2022: Warschau
- 2022: Kino Kosmos
- 2022: Was Besonderes
- 2022: Angst
- 2024: Was bleibt
- 2024: Römerweg
- 2024: Es kommt mit der Zeit zurück
- 2024: Wonderwall
- 2024: Erstmal für immer
- 2024: Das erste Mal im Internet

## Auszeichnungen und Preise
- ADC (Art Directors Club) Preis 2018 für das Musikvideo der Single Alpina Weiss[8]
- Listen to Berlin Award Jurypreis 2020[9]
- Förderprogramm Initiative Musik 2020/2021